# Ljuster

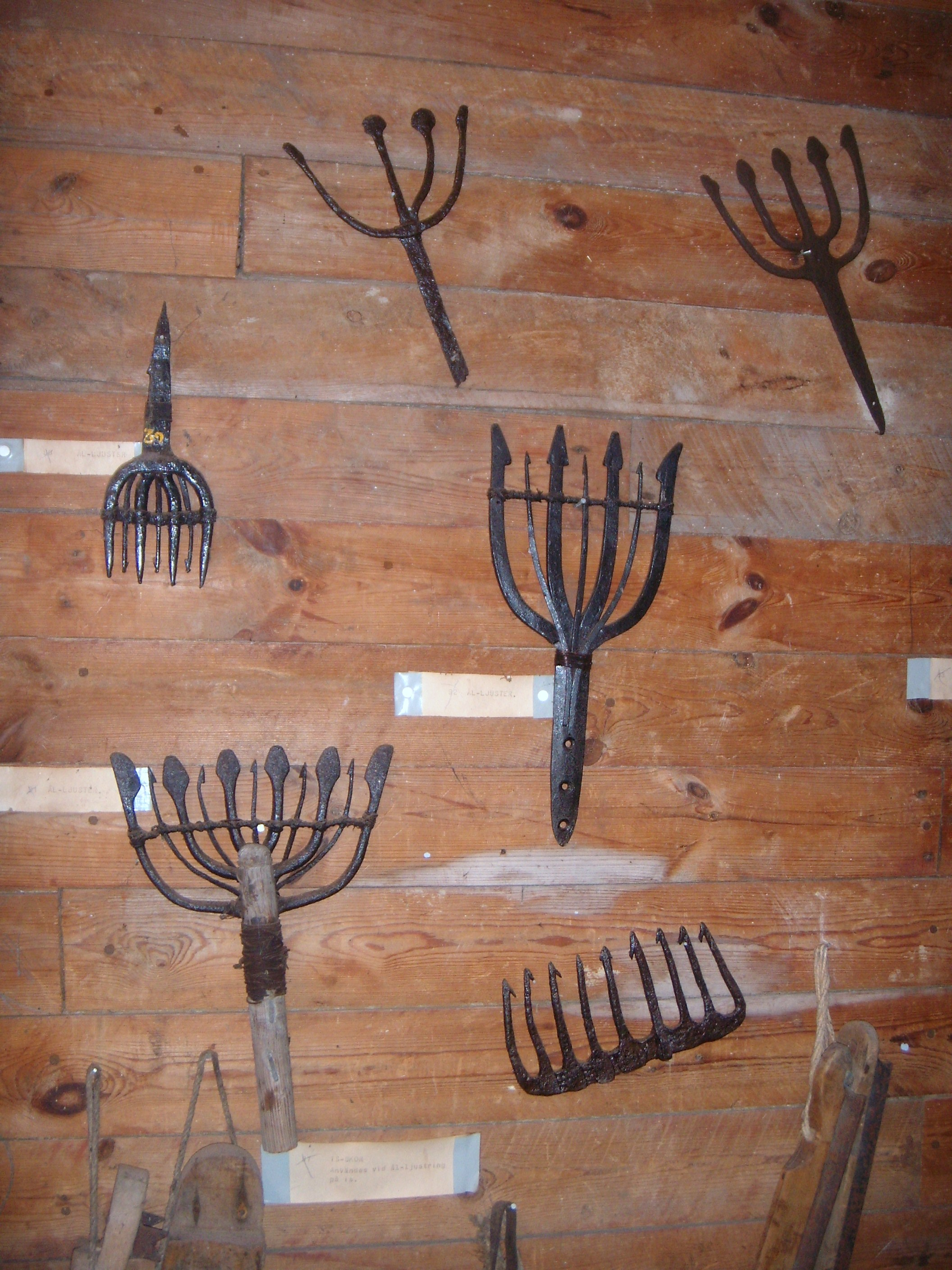
Olika ljuster för att fästas på en stång Foto:Boatbuilder

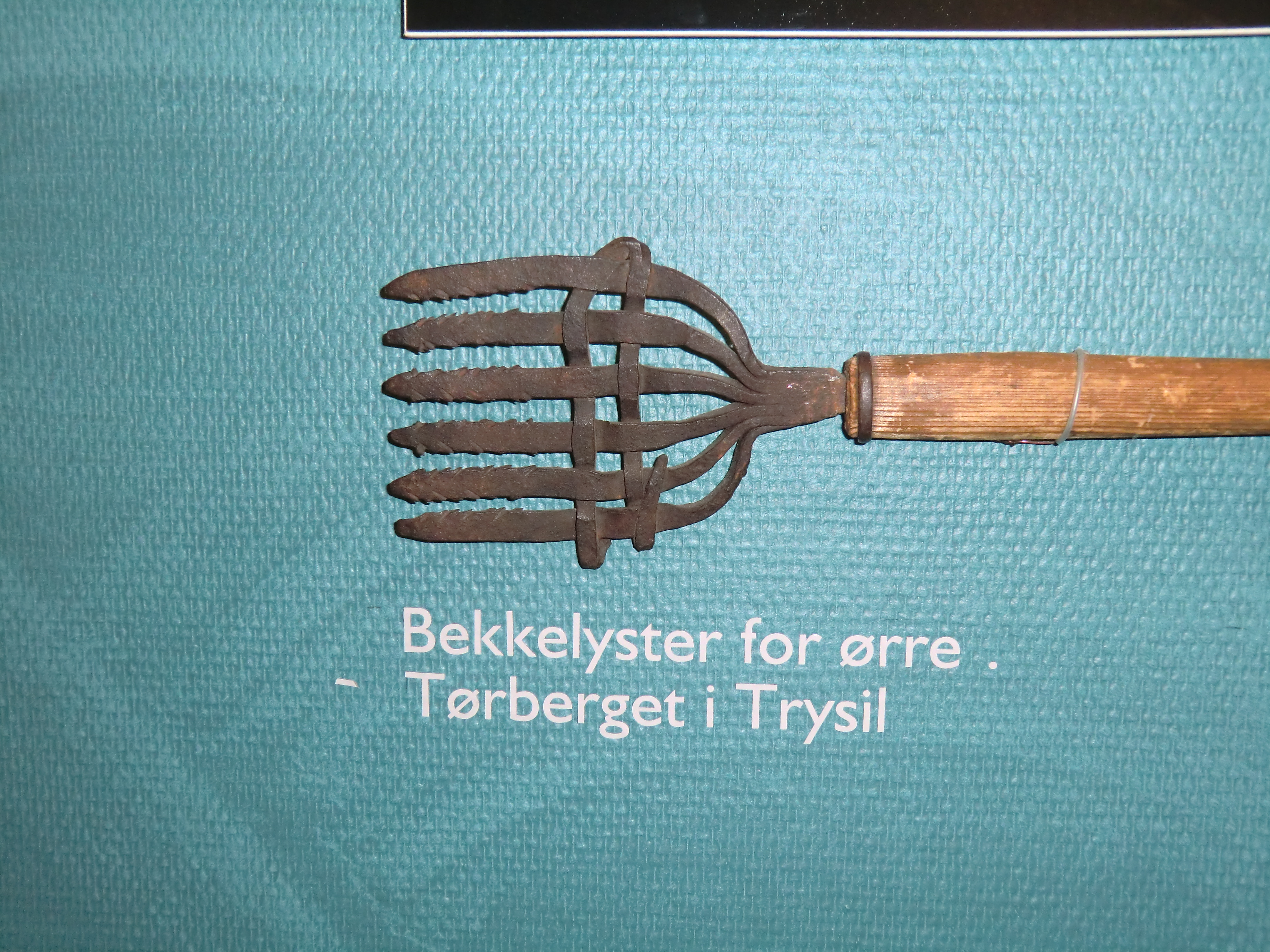
Bäckljuster för öring, på Norsk Skogmuseum.

Ett ljuster är ett vasst, spjutlikt eller gaffelliknande, oftast hullingförsett redskap för att jaga fisk, främst ål. 

## Varianter
Man skiljer på ljuster där fisken spetsas och så kallat sågljuster där fisken fastnar mellan hullingförsedda tänder. Ett annat redskap har varit ålsax, ett saxliknande redskap som greppade om fisken; dessa redskap är fästa vid en stång av trä anpassade till vattendjupet vid fångsttillfället. Det var smederna i de kustnära samhällena som smidde och utvecklade ljustren i samråd med den fiskande ortsbefolkningen. Ett av dessa för sin form och funktion vedertagna ljustren utvecklades i Blekinge och benämns blekingeljuster. Breda ljuster (ca 400 mm) användes på botten av sand, tång, eller gräsbotten medan de smalare användes på stenbotten. 
Ljustring (fångstmetoden) har utförts på dagen med en typ av vattenkikare så att fångstmannen kunde se sjöbottnen genom vattnet. På natten har man använt stormlyktor typ Primus och en blank metallskärm vilken riktade ljuset ner mot bottnen av sjön. Vintertid var det vanligt med ljustring på isen; ett cirka 40 cm cirkulärt hål höggs upp, fångstmannen började slå mot botten lodrätt varefter han stötte ljustret mot sjöbottnen i allt vidare cirklar.  
Numera är fiske med denna typ av redskap förbjudet i Sverige.
I Blekinge skärgård kallades fångstmetoden "hotta", man "hottade" ål. Redskapet med ljuster kallades "hottestång".